# Setodes urania
Setodes urania är en nattsländeart som beskrevs av Navás 1916. Setodes urania ingår i släktet Setodes och familjen långhornssländor. Inga underarter finns listade i Catalogue of Life.